# PlanetSide 2
PlanetSide 2 es un videojuego de disparos en primera persona de mundo abierto que presenta combates que involucran potencialmente a miles de jugadores en estrecha proximidad y admite hasta 2,000 jugadores simultáneos en un solo mapa. Como una reimaginación de PlanetSide, PlanetSide 2 gira en torno al mismo mundo y facciones, pero tiene un ritmo más rápido e incluye elementos de disparos modernos como vehículos de alta velocidad, miras de hierro, miras reflex y escudos regeneradores. Al igual que en el juego anterior, los jugadores intentan controlar el planeta Auraxis en nombre de su facción al capturar territorios en varios continentes. Los jugadores pueden elegir entre 6 clases de infantería distintas y usar 18 vehículos terrestres y aéreos diferentes, cada uno de los cuales juega un papel único en el campo de batalla.
Junto con su precuela, PlanetSide 2 es uno de los pocos videojuegos multijugador masivo en línea que se haya lanzado, y actualmente se considera uno de los títulos más exitosos del género. El juego utiliza ForgeLight, un motor de juego patentado que admite un alto número de jugadores al tiempo que conserva el rendimiento y la fidelidad gráfica. 
PlanetSide 2 recibió una atención positiva de los críticos y fue elogiado por su escala, innovación y gráficos, pero algunos críticos estaban divididos sobre el modelo gratuito del juego, las fallas técnicas y la dificultad para los nuevos jugadores. PlanetSide 2 actualmente tiene el récord mundial Guinness de "Más jugadores en una batalla de FPS en línea", que se estableció cuando se registraron 1158 jugadores en una sola batalla durante un evento oficial. Este récord se superó extraoficialmente en 2020 cuando 1283 jugadores participaron en una sola batalla en los servidores en vivo del juego.

## Progresión del personaje
Al crear un personaje, los jugadores se unen a una de las tres facciones: el Nuevo Conglomerado (NC), la República Terran (TR) o la Soberanía Vanu (VS). Al alcanzar el rango de batalla 20, los jugadores pueden optar por unirse a Nanite Systems Operatives (NSO), una facción no alineada de droides mercenarios. El arsenal de cada facción tiene su propio estilo distintivo y enfatiza rasgos específicos. Por ejemplo, las armas TR se asemejan a la tecnología militar contemporánea y tienden a tener una mayor cadencia de fuego, utilizando armas rotativas, a costa del daño por disparo. A pesar de esto, hay armas comparables para nichos específicos disponibles para cada facción.
Los jugadores obtienen experiencia (XP) al matar enemigos, ayudar a los aliados y capturar objetivos. A medida que los jugadores progresan, ganan niveles (clasificaciones de batalla) y moneda (certificados), lo que les permite desbloquear mejoras de habilidades y nuevas armas. Daybreak Cash (DBC), una moneda premium, se puede comprar con dinero del mundo real y desbloquea armas y artículos cosméticos; Las armas compradas con DBC son funcionalmente idénticas a las que se pueden comprar con Certs. DBC también se puede usar para comprar potenciadores XP y Nanite, que aceleran la progresión y permiten el acceso a más vehículos y consumibles, respectivamente.
Al alcanzar el rango de batalla 100, los jugadores tienen la opción de participar en el Programa de especialización avanzada (ASP), el sistema de prestigio de PlanetSide 2. La opción es gratuita para jugadores suscritos y, de lo contrario, cuesta 10 000 certificados. Aquellos que aceptan su rango de batalla se restablece a 1 y ganan un punto ASP, cada 25 rangos que desbloquea un beneficio (como por ejemplo un descuento de Nanite para un vehículo determinado o acceso a armas que no están disponibles en una clase específica). El sistema ASP tiene dos niveles, lo que significa que los jugadores pueden elegir reiniciar y ganar puntos ASP adicionales después de alcanzar el rango de batalla 100 una vez más.

## Clases y vehículos

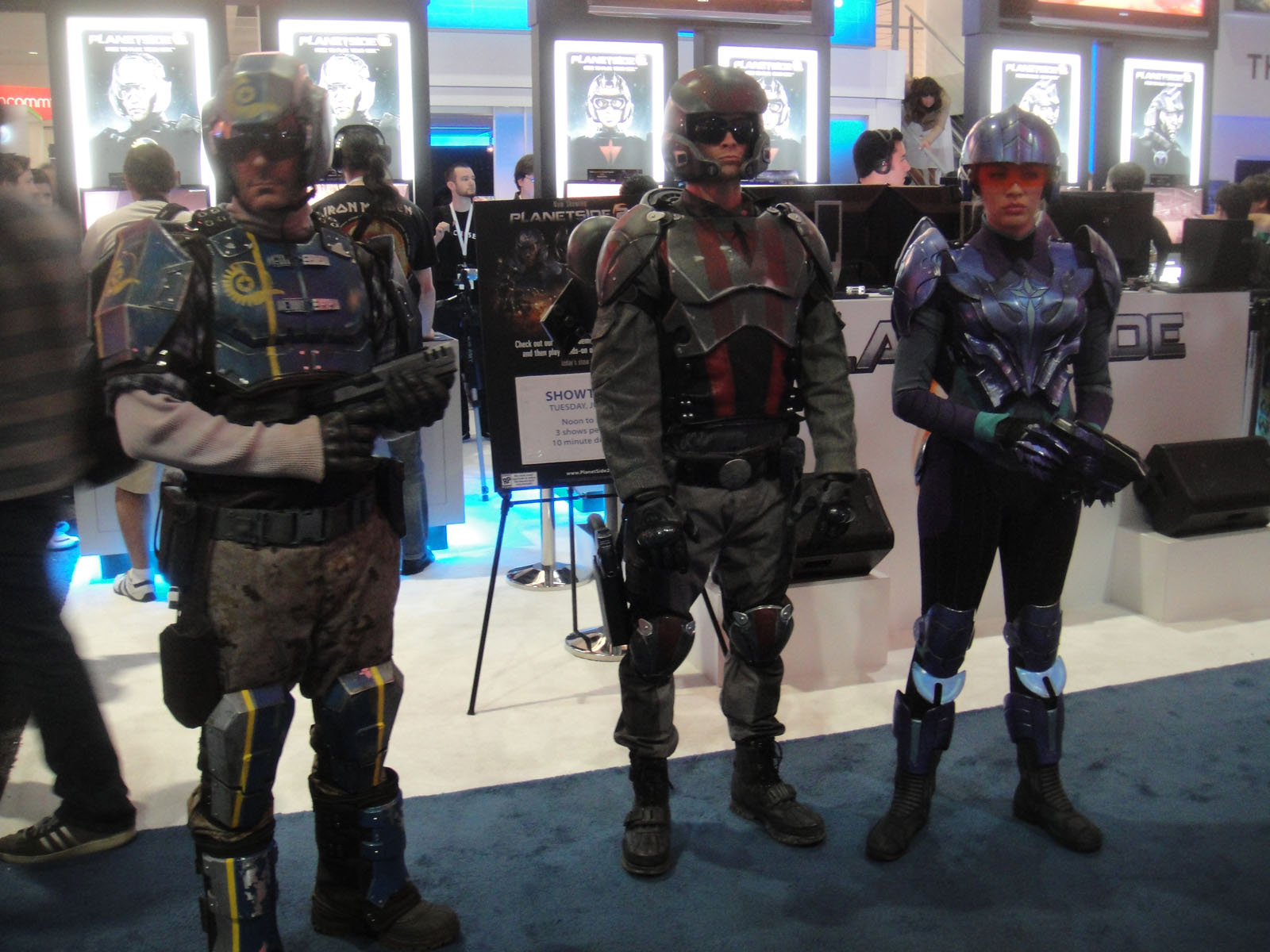
De izquierda a derecha: Soldados NC, RT y SV en el E3 2012 PlanetSide 2

PlanetSide 2 presenta seis clases, cada una de las cuales posee habilidades distintas. Aunque cada clase cumple una función única en el campo de batalla, las opciones de personalización permiten a los jugadores especializarse en determinados estilos de juego.
- El infiltrado: es una clase orientada al sigilo que tiene acceso a un dispositivo de camuflaje, así como a herramientas de detección de movimiento que revelan las posiciones enemigas.[7] Los infiltrados también pueden piratear terminales enemigas para que los aliados puedan utilizarlas. La clase equipa un fusil de francotirador de cerrojo por defecto.

- El asalto ligero: enfatiza la movilidad y tiene un jet pack que permite a los usuarios llegar a los tejados y otras posiciones de flanqueo típicamente inaccesibles. Por defecto, la clase equipa una carabina para combatir a la infantería, así como un rifle cohete capaz de dañar vehículos.

- Los Médico de combate: aliados en el frente usan un aplicador médico y granadas capaces de revivir o curar. La clase equipa un rifle de asalto que sigue siendo eficaz a larga distancia por defecto.

- El Ingeniero: puede reparar vehículos dañados, trajes MAX y objetos mecánicos, así como desplegar una serie de herramientas que incluyen una torreta personal, paquetes de munición y una barra de energía. La clase equipa una carabina por defecto.

- El Asalto Pesado: funciona como una tropa de choque capaz de absorber grandes cantidades de daño con su habilidad "Malla de nanites". La clase tiene capacidades tanto antiinfantería como antivehículo con sus ametralladoras ligeras de alta capacidad y lanzacohetes multipropositos.

- Los MAX (Exo-Traje de Asalto Mecanizado): pueden absorber mucho más daño que las clases de infantería y tiene dos ranuras personalizables para armas pesadas. Al contar la clase MAX como vehículo, la clase activa minas antitanque y su uso cuesta Nanites.

Los jugadores también pueden generar vehículos desde cualquier terminal amiga a costa de Nanites. Ciertos vehículos son comunes y están disponibles para todos los jugadores, independientemente de su facción. Dichos vehículos terrestres incluyen el cuatriciclo Flash, el buggy Harasser, el tanque ligero Lightning y el transporte blindado de personal Sunderer. Los vehículos aéreos disponibles para todos los jugadores incluyen Valkyrie, Galaxy y la aeronave de combate Liberator. Los jugadores también pueden usar un tanque de batalla principal y un caza de superioridad aérea exclusivos de su facción local. En combate, cada vehículo cumple una función designada; por ejemplo, el Galaxy puede transportar rápidamente hasta 12 jugadores por un continente, mientras que el Sunderer actúa como un punto de generación móvil cuando se despliega. El Galaxy con una modificación, también sirve como un punto de reaparición.

## Control de territorio
Cada uno de los principales continentes de PlanetSide 2 tiene aproximadamente 64 kilómetros cuadrados en tamaño, y están poblados por numerosas instalaciones que varían en tamaño y diseño. Las instalaciones más grandes, como Tech Plants y Bio Labs, brindan beneficios a la facción ocupante, como acceso a vehículos pesados, pero todos los territorios contribuyen por igual a la propiedad del continente de una facción. Estos territorios están conectados por un sistema "Lattice Link" para dirigir el flujo de jugadores, donde una facción debe poseer una instalación vinculada y no disputada antes de capturar cualquier ubicación. 
Cuando una facción obtiene 100 de fuerza imperial al capturar territorio, se activa una alerta que dura 90 minutos. Facción que controle la mayor parte del territorio al final de la Alerta captura el continente, y todos los jugadores reciben dinero del juego, y los vencedores ganan mucho más. También se otorga una ventaja de combate global a la facción ganadora, que está activa hasta que ese continente se desbloquea nuevamente. Se puede abrir más de un continente a la vez si aumenta la población de servidores.
PlanetSide 2 también cuenta con un sistema de construcción que permite a los jugadores construir sus propias bases. Las bases de jugadores pueden servir tanto para fines ofensivos como defensivos, así como proporcionar vehículos de primera línea, recursos y puntos de generación a los aliados cercanos. Las bases construidas consisten en fortificaciones, torretas, artillería, terminales y módulos prefabricados. La creación de estas bases requiere Cortium, un mineral que se extrae de depósitos naturales utilizando el Vehículo de Transporte Avanzado de Nanites (ANT). Aunque este modo actualmente solo está disponible para PC.

## Organización de jugadores
Debido al énfasis de PlanetSide 2 en la estrategia organizada, el juego cuenta con un sistema de jerarquía de comandos. Los jugadores pueden unirse a escuadrónes de hasta 12 personas, que pueden subdividirse en escuadras (4 jugadores) para roles específicos. Hasta cuatro escuadrones (48 jugadores) pueden asociarse y convertirse en un pelotón. Cada escuadrón en un pelotón tiene su propio canal de voz sobre IP en el juego, que permite a los líderes dirigir grupos específicos de jugadores en el mismo pelotón a diferentes objetivos. Los líderes de escuadrón obtienen acceso a una serie de herramientas que incluyen balizas de generación, señales de humo, puntos de ruta y acceso a un canal de voz de líder de escuadrón para toda la facción.
Los atuendos son organizaciones persistentes dirigidas por jugadores que funcionan como el sistema de clanes de PlanetSide 2. El equipo dominante que captura una instalación obtiene recursos, que pueden convertirse en herramientas tácticas que incluyen vehículos a pedido, burbujas de escudo y ataques orbitales. Los equipos también pueden llamar al campo de batalla a naves espaciales masivas conocidas como "Bastion" durante un período de tiempo limitado (1 hora), que son capaces de proporcionar apoyo tanto terrestre como aéreo.

## Campañas
En 2020, se lanzó "The Shattered Warpgate", una actualización centrada en la historia que introdujo una campaña estacional y misiones diarias. La actualización agregó una campaña de tiempo limitado en la que los jugadores podían participar para ganar armas y cosméticos especiales. The continent of Esamir was completely redesigned to complement the story elements of the update. El continente de Esamir fue completamente rediseñado para complementar los elementos de la historia de la actualización. Una campaña similar de dos capítulos, "Expedición: Oshur", se lanzó en 2021 para complementar el continente tropical recién llegado.

## Historia
En el año 2444, se forma un misterioso agujero de gusano sobre una Tierra devastada por la guerra, y los científicos informan de extrañas transmisiones que casi confirman la existencia de vida extraterrestre. Se predice que el agujero de gusano se reabrirá nuevamente en un siglo, y el miedo a una presencia alienígena hostil hace que el conflicto global termine. Las naciones de todo el mundo acordaron rápidamente un tratado de paz y formaron la República Terran, una organización autoritaria similar a las Naciones Unidas que trabajó por la paz y la prosperidad de la humanidad. Como era de esperar, el agujero de gusano se reabre después de 100 años, pero no se detectan más transmisiones; a pesar de esto, la República Terran permanece en el poder, ya que la gran mayoría de la humanidad está satisfecha con su gobierno.
Años más tarde, el explorador Thomas Connery descubre un segmento del cinturón de Kuiper al que llama "el cinturón lunar". Connery es votado para el cargo de presidente de Terran Republic poco después. Ante la sospecha del descubrimiento de tecnología alienígena, varios líderes empresariales forman el Nuevo Conglomerado, una organización libertaria que busca capitalizar el descubrimiento y liberarse del estricto control de la República Terran. Después de su retiro, Connery recluta al excéntrico xenobiólogo Henry Briggs para una segunda expedición al Cinturón Lunar, y la pareja descubre una figura alienígena. Al tocar el artefacto, Briggs experimenta una revelación y se queda con un solo mensaje: "Vanu".
El agujero de gusano aparece una vez más en 2640, y esta vez Connery lidera una expedición compuesta por oficiales de la República Terran, representantes del Nuevo Conglomerado y científicos que buscan conocimiento extraterrestre. Sin embargo, el agujero de gusano colapsa antes de que toda la flota pueda pasar, y 40,000 personas quedan atrapadas en el otro lado, incapaces de regresar a la Tierra. Pasan los meses y, a medida que las posibilidades de supervivencia se vuelven cada vez más sombrías, los insurgentes del Nuevo Conglomerado comienzan a lanzar ataques contra las fuerzas de la República Terran, matando a Connery en el proceso. En respuesta, la República Terran impone leyes draconianas a todos los pasajeros. Los científicos a bordo, liderados por Briggs, comienzan a distanciarse de ambos lados del conflicto. 
Finalmente, los investigadores a bordo de las naves localizan un planeta hospitalario llamado "Nueva Tierra" (más tarde rebautizado como Auraxis), y los sobrevivientes humanos comienzan a terraformar y colonizar el planeta. El Nuevo Conglomerado y la República Terran se separaron, y no se produjeron conflictos importantes entre los dos bandos durante los siguientes dos siglos. A pesar de esto, las tensiones continúan aumentando entre los dos grupos, culminando en una declaración de guerra total luego de informes contradictorios de un ataque violento. Un grupo de científicos dedicados, inspirados por la revelación de Briggs y los artefactos Vanu descubiertos en Auraxis, anuncian que ya no pueden permanecer neutrales y se declaran la Soberanía Vanu. Desde que comenzó la guerra, Auraxis ha permanecido en un caos sin fin, con cada una de las tres facciones compitiendo por el control territorial de todo el planeta.

### Facciones

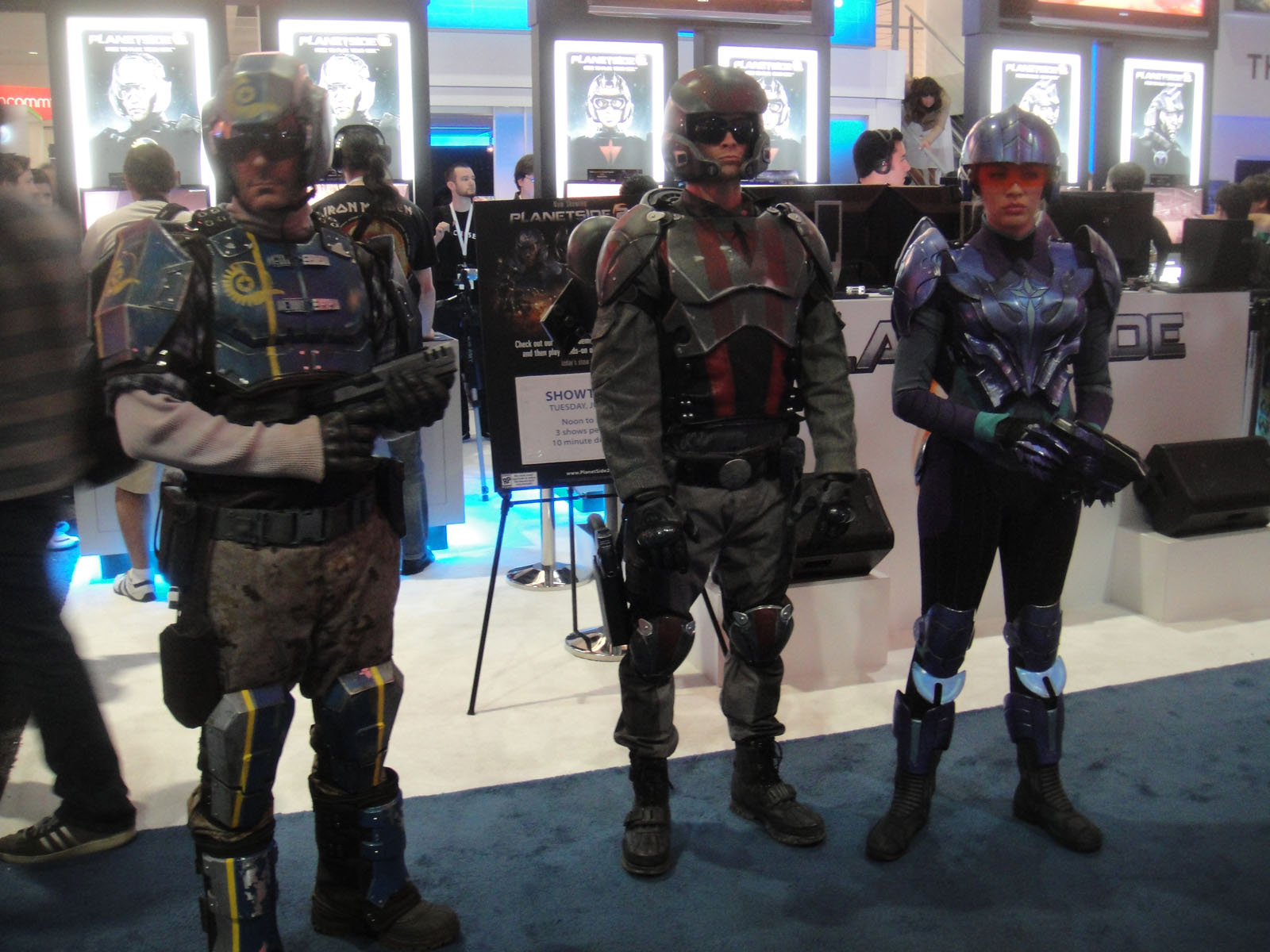
Izquierda a derecha: Soldados NC, TR, y VS en el E3 2012 PlanetSide 2 showcase

- Terran Republic (TR): Un gobierno colonial autoritario que aprovecha el poderío militar para mantener un control estricto sobre los ciudadanos coloniales de Auraxis, aparentemente en nombre de la madre República Terran en la Tierra. La República Terran está obsesionada con la preservación de la ley y el orden, y ve la guerra insurreccional contra ellos mismos como una justificación más para las contramedidas de mano dura. Por lo tanto, sus oponentes los ven como una fuerza opresiva y dictatorial, pero muchos también ven a la TR como la única esperanza para una seguridad y una paz duraderas. Sus colores son el rojo y el negro. Las fuerzas TR se distinguen por el uso de armamento convencional de fuego rápido, cargadores de gran capacidad, tanques medianos de alta velocidad y aviones de combate de vuelo rápido.[14][15]

- Nuevo Conglomerado (NC): El Nuevo Conglomerado opera como una banda organizada de autoproclamados luchadores por la libertad. Vistos como guerrilleros terroristas respaldados por corporaciones por sus adversarios, se oponen violentamente al dominio que la República Terran tiene sobre Auraxis. Dirigido por un quórum inusual de marginados, industriales fronterizos, piratas y líderes militares traidores, el Nuevo Conglomerado es inquebrantable y está preparado para lograr la libertad de la opresión por cualquier medio necesario. Sus colores son el azul y el dorado. Las fuerzas de NC usan armas electromagnéticas de gran impacto como gauss y railguns que son devastadoras a corto y mediano alcance pero son voluminosas y difíciles de manejar con velocidades de recarga moderadas. Emplean tropas de choque duraderas y fuertemente armadas con tanques pesados de baja movilidad y bien blindados y cazas pesados cargados con conjuntos de artillería aplastantemente poderosa.[16][15]

- Vanu Sovereignty (VS): Los Vanu Sovereignty son un grupo secreto y parecido a un culto que cree que solo a través del poder sin explotar de la tecnología alienígena puede la humanidad realmente evolucionar hacia la siguiente fase de su existencia. Son una facción astuta y tecnológicamente avanzada, que emplea poderosas tecnologías alienígenas de ingeniería inversa en el campo de batalla. Su único propósito es descubrir secretos escondidos en artefactos antiguos esparcidos por la superficie de Auraxis, y luchar solo para apoderarse y retener el acceso exclusivo a los sitios y materiales de investigación. Como tal, ven la guerra con sus territorios cambiantes y zonas militarizadas como un obstáculo sin sentido para su trabajo infinitamente más importante. Sus colores son violeta y cian. El VS utiliza armamento avanzado de plasma y láser, caracterizado por la falta de caída de bala, alta precisión, bajo retroceso y células de energía de recarga rápida. Despliega tanques de batalla altamente maniobrables y levitantes capaces de atravesar de manera eficiente casi cualquier terreno o pendiente, así como cazas antigravedad capaces de desafiar la inercia acrobática aérea vertiginosa.[15]

- Nanite Systems Operatives (NSO): Los Nanite Systems Operatives no son un grupo unificado de soldados, sino mercenarios robóticos que no son leales a ninguna facción y luchan por contrato para el mejor postor. El personal de Nanite Systems opera estas unidades robóticas de forma remota por poder, a diferencia de los combatientes totalmente humanos que suelen emplear las tres facciones.[17] Las unidades NSO se asignan automáticamente a Terran Republic, New Conglomerate o Vanu Sovereignty según la facción que tenga la población más baja, pero también pueden permanecer leales a una facción incondicionalmente (disponible solo para jugadores suscritos en el juego).[18] Aunque carecen de acceso a las armas y vehículos de otros imperios, las unidades de NSO pueden usar todo el equipo de la guerra común, lo que enfatiza la versatilidad y la utilidad, además de su propio arsenal único de armas y vehículos.